# Gignod
Gignod (ancienne orthographe : Gignaud) est une commune italienne située dans la Vallée d'Aoste.

## Géographie
Le territoire de Gignod s'étend sur 25 km2 entre le Valpelline et la vallée du Grand-Saint-Bernard, au nord d'Aoste.

Localisation de la commune de Gignod à l'intérieur de la Vallée d'Aoste

### Communes limitrophes
| Saint-Oyen            | Allein Etroubles | Doues  |
| Saint-Rhémy-en-Bosses | Gignod           | Roisan |
| Saint-Pierre Sarre    | Aoste            |        |

### Hameaux
Gignod comprend les hameaux d'Arliod, Arsanières, Buthier-Gorrey, Buthier-Verney, Caravex, Chambavaz, Le Champex, Champ-Long, Champ-Lorençal, Champorcher, Le Châtelair, Chef-Lieu, Chez-Courtil, Chez-Henry, Chez-Percher, Chez-Roncoz, Chez-Roux, Chez-Sentin, Clémencey, La Colière, Cré, Les Croux, La Faverge, Les Fiou, Le Gorrey, La Bédégaz, La Caou, La Chériéty, La Clusaz, La Condéminaz, La Forge, La Minchettaz, La Ressaz, Le Château, Les Côtes, Lexert, Les Maisonnettes, Meylan, Mont-Joux, Le Moré, Le Moulin, Le Petit-Quart, Pierre-Besse, Le Plan-du-Château, Plan–Meylan, La Côte-du-Planet, Le Planet, Rovin, Roisod, Savin, Seissinod, Tercinod, Valcartey, Variney, Véclos, Véfan, Alpe Ronc, Ronc-Parmé, Rebiache, Péroula et Pléyère.

## Économie
Gignod fait partie de l'unité des communes valdôtaines du Grand-Combin.

## Politique et administration
| Période                                  | Période     | Identité         | Étiquette                          | Qualité |
| ---------------------------------------- | ----------- | ---------------- | ---------------------------------- | ------- |
| Les données manquantes sont à compléter. |             |                  |                                    |         |
| 9 mai 2005                               | 24 mai 2010 | Claude Brédy     | Liste civique                      |         |
| 24 mai 2010                              | 10 mai 2015 | Richard Farcoz   | Liste civique Ensemble pour Gignod |         |
| 11 mai 2015                              | En cours    | Gabriella Farcoz | Liste civique Vivre Gignod         |         |

## Démographie
Habitants recensés

## Culture et patrimoine

### Culture
À Gignod se situe le MAIN - Maison de l'artisanat international.

### Fêtes et manifestations
- La procession à la pointe de Chaligne (2 608 mètres), chaque année le 16 août, en signe de remerciement de la part des survivants de la peste du XVIIe siècle. Un cortège part aussi des localités de la colline d'Aoste (Arpuilles, Cache, Champailler, Entrebin, Excenex, Laravoire, Signayes, Vignole et Cossan). Sur le sommet est célébrée la messe.
- Le Carnaval de la Combe froide, en patois valdôtain, Carnaval de la coumba fréde (voir lien externe) ;
- La Féta di teteun, patois valdôtain pour « Fête du teteun », mamelle de bovin en saumure, recette valdôtaine typique.

### Sport
Dans cette commune se pratiquent le fiolet et la rebatta, deux des sports traditionnels valdôtains.
Gignod est l'une des communes valdôtaines où la pétanque est plus répandue.
À Arsanières se situe l'un des terrains de golf les plus connus de la Vallée d'Aoste.

### Sites et monuments
- La tour de Gignod ;
- La maison-forte d'Archiéry ;
- La maison-forte Caravex, dans le hameau du même nom, siège du MAIN - Maison de l'Artisanat International[3], temporairement fermé. ;
- Le château de Gignod, aujourd'hui disparu, dont les ruines ont été utilisées pour construire l'église paroissiale Saint-Hilaire.

### Personnalités liées à Gignod
- Maria Ida Viglino

## Galerie de photos

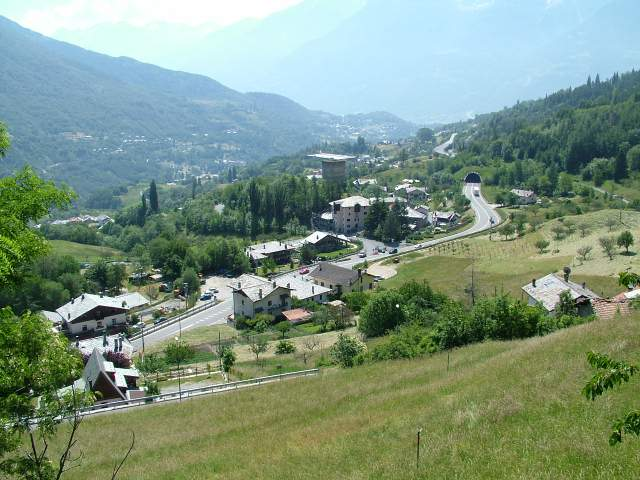
Plan château (chef-lieu)
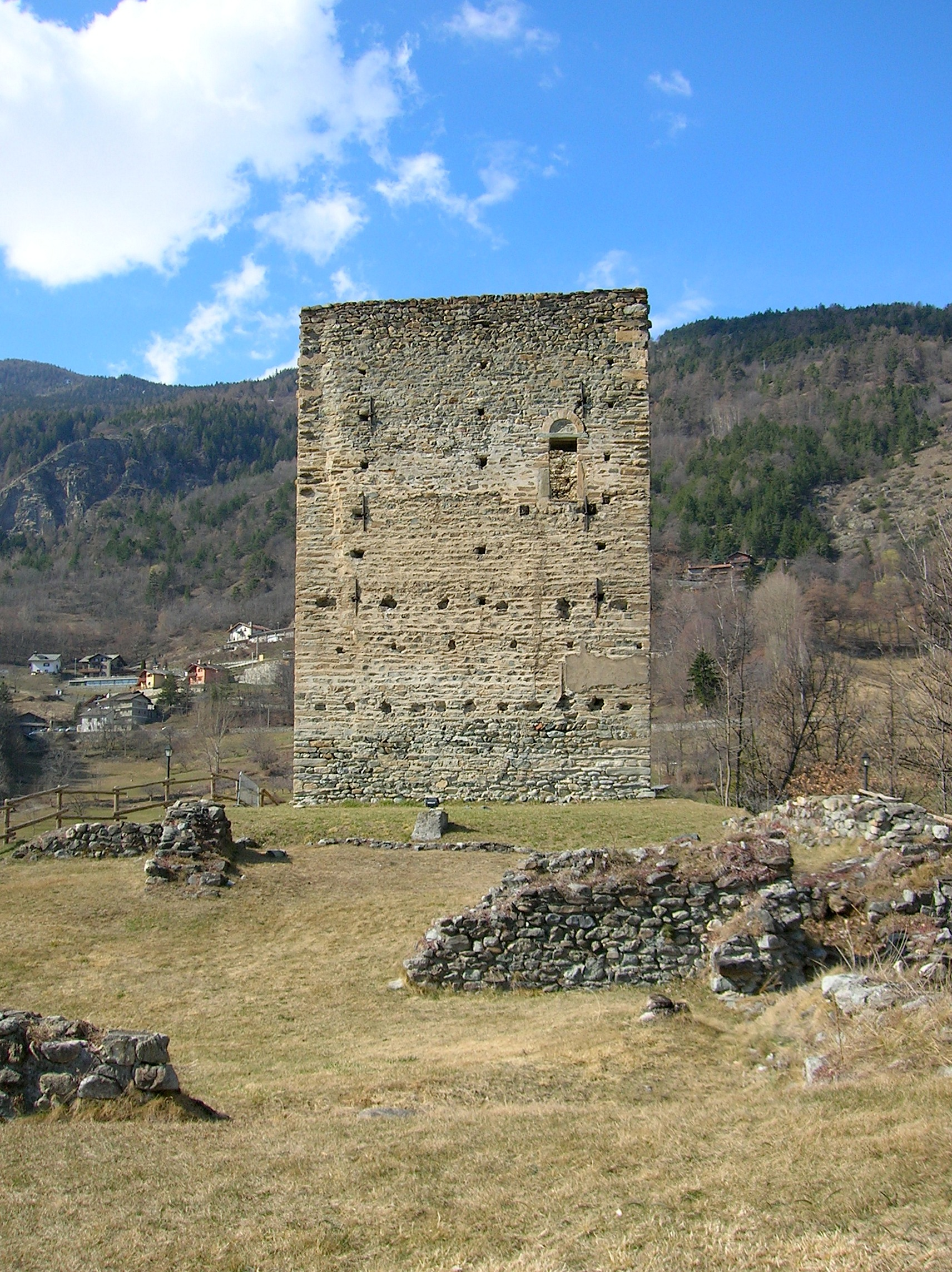
La tour de Gignod
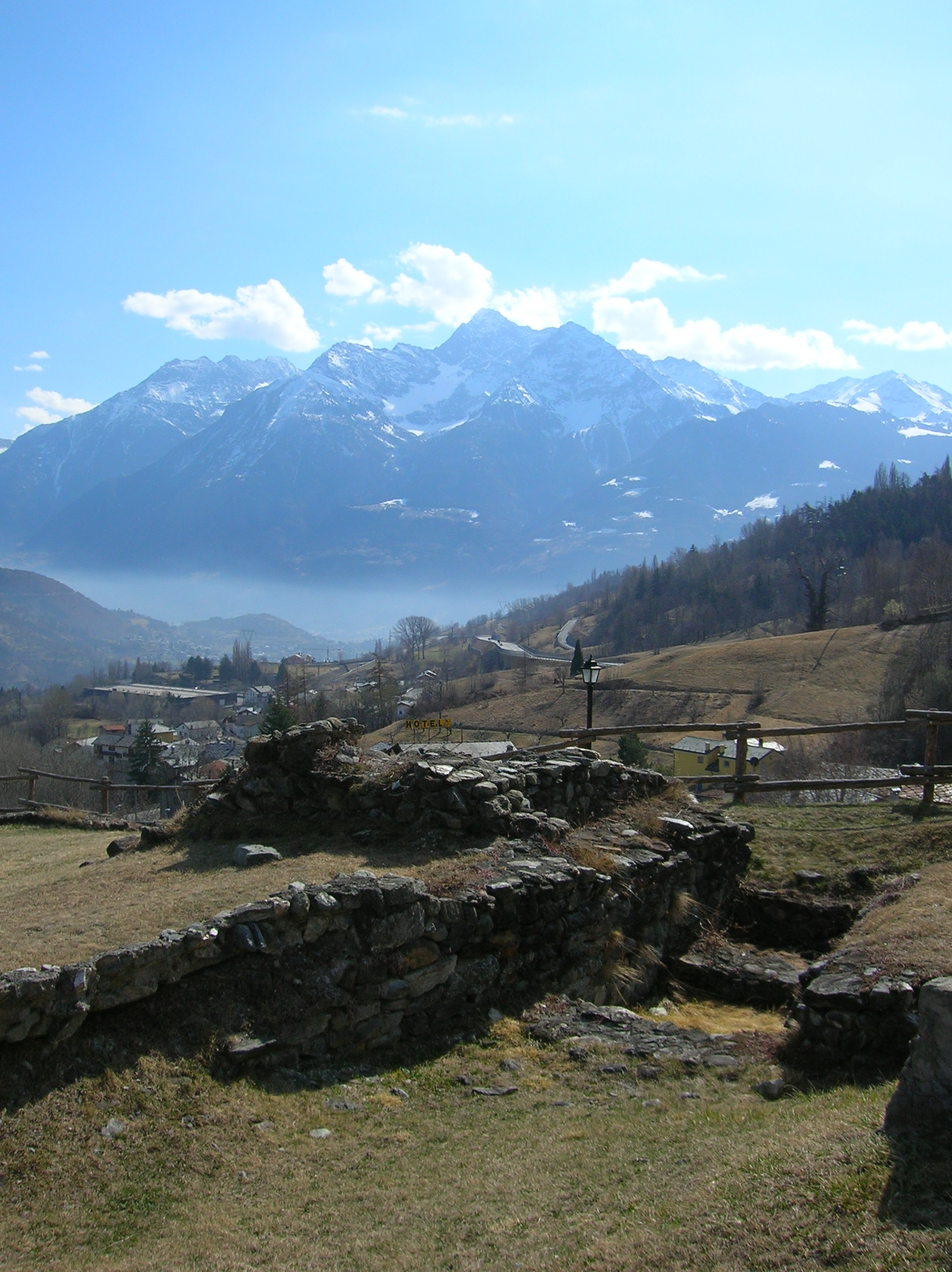
Vue des ruines du parc de la Tour
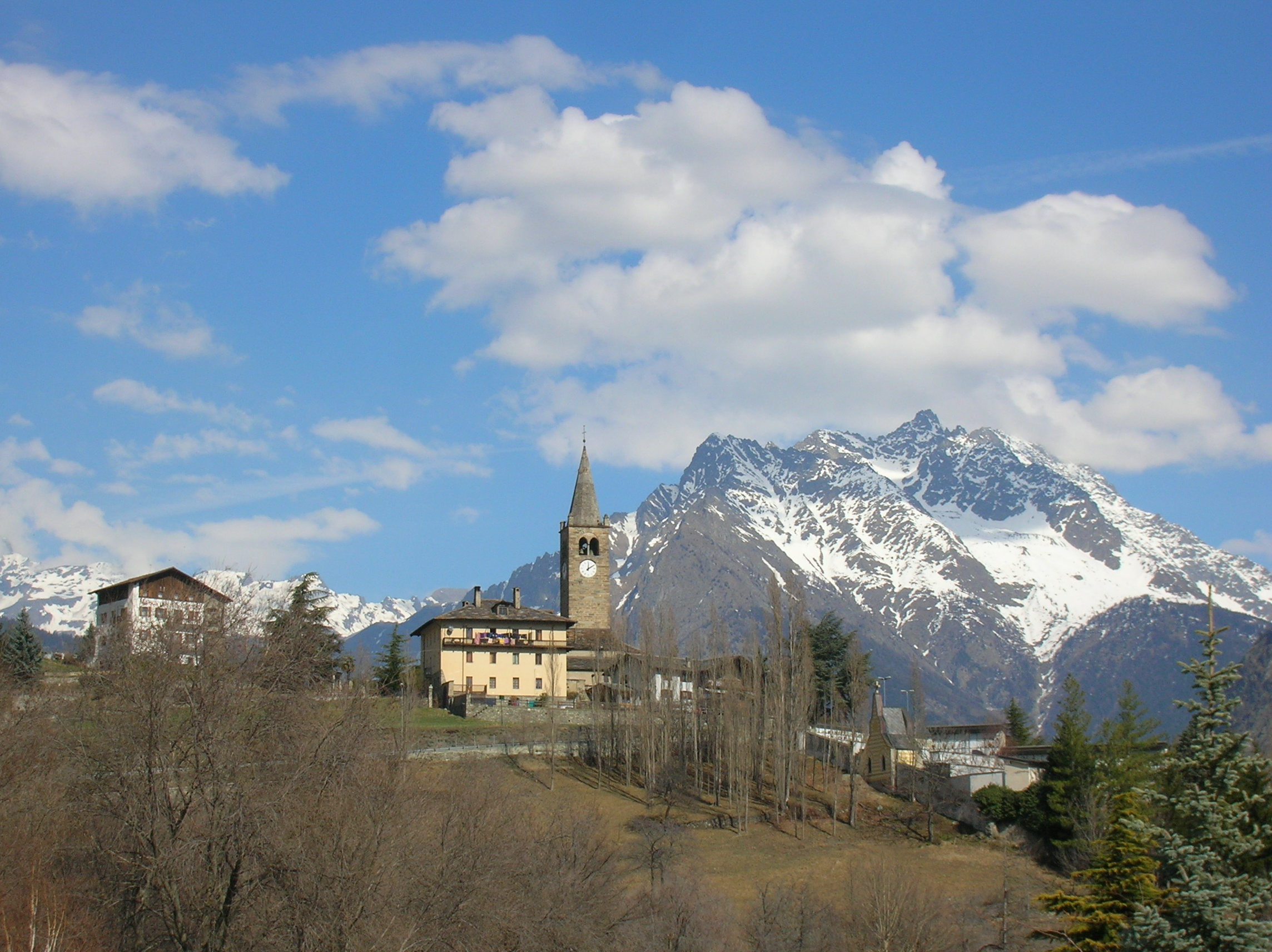
L'église paroissiale Saint-Hilaire
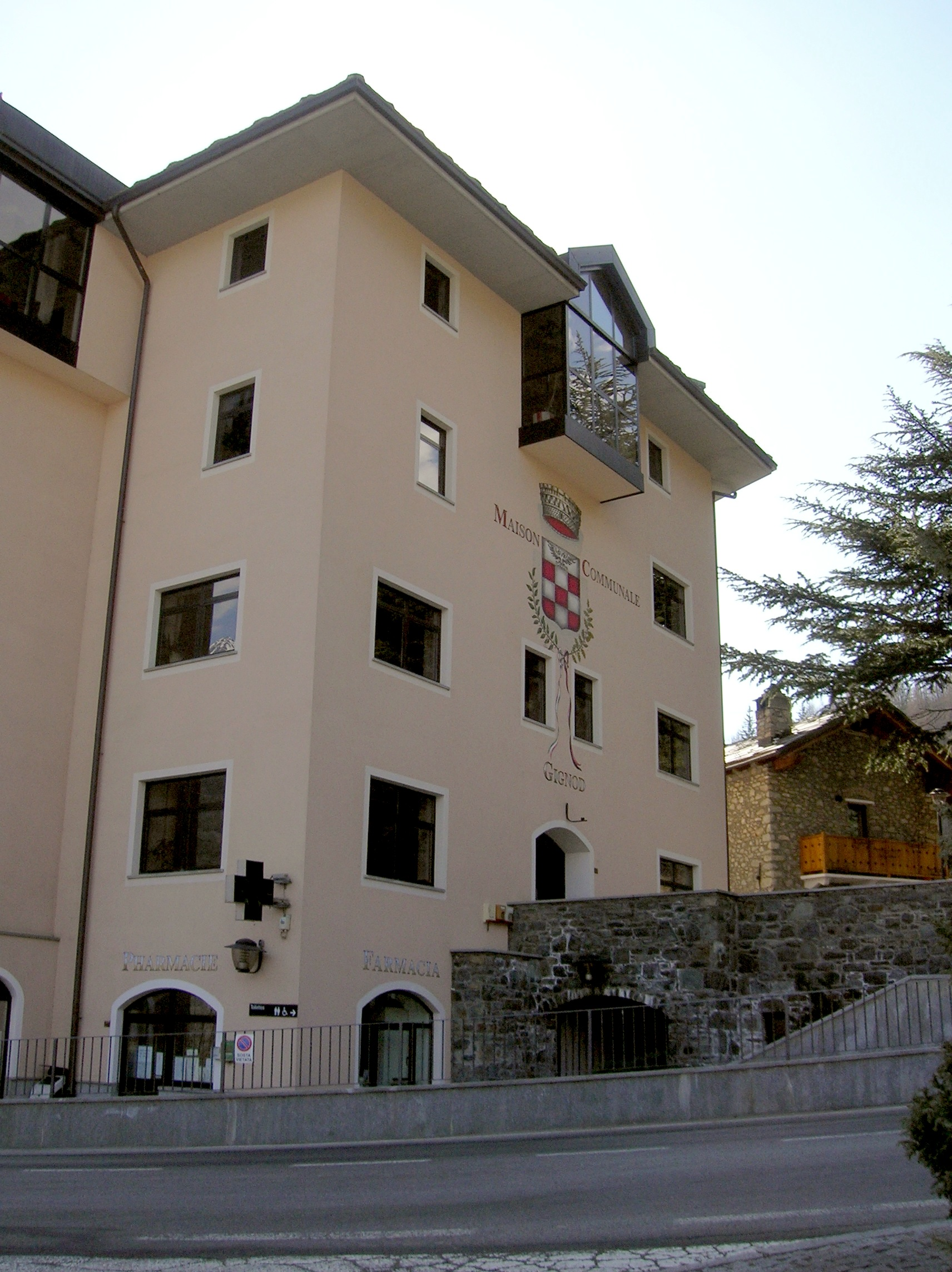
La maison communale
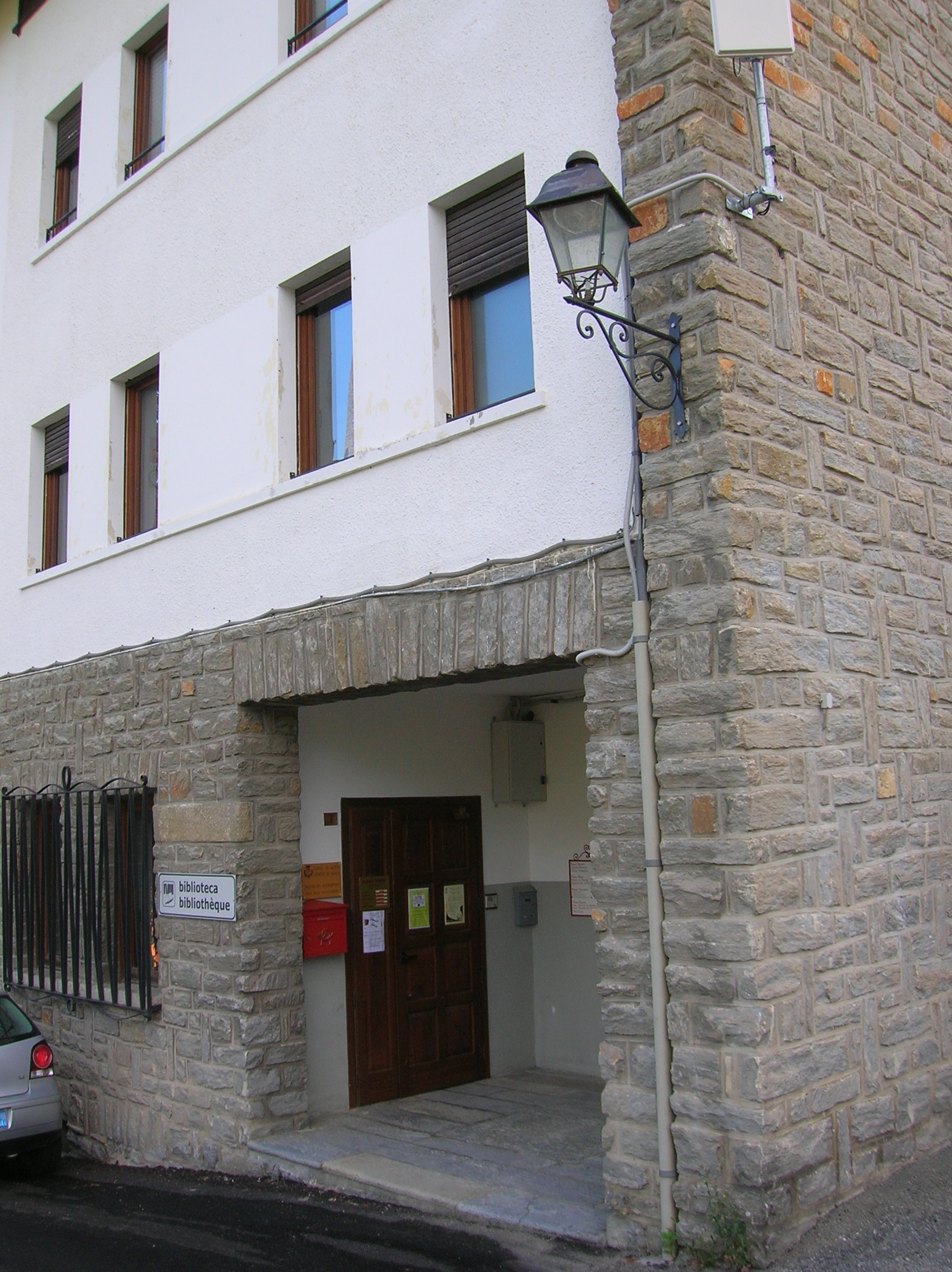
La bibliothèque
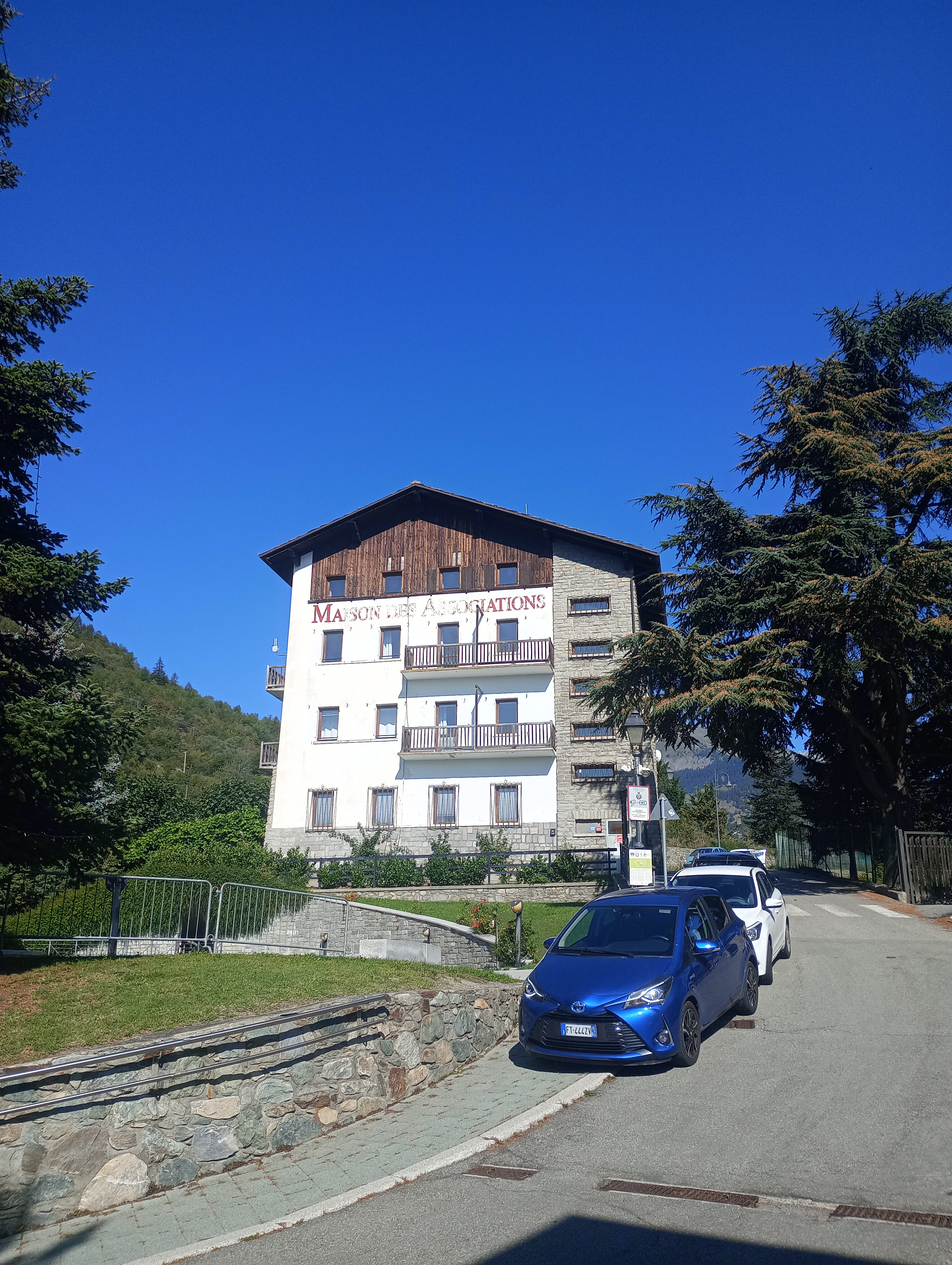
La Maison des associations

## Jumelages
- Pontlevoy (France)